# Spártai Müia
Spártai Müia (?) görög költőnő
Életéről mindössze annyit tudunk, hogy Spártából származott, működésének pontos ideje is ismeretlen. Ókori források szerint himnuszokat írt Apollón és Artemisz tiszteletére, amelyek azonban nem maradtak fenn.[forrás?]